# براندون باكلي
براندون باكلي (بالإنجليزية: Brandon Buckley)‏ هو لاعب كرة قدم بريطاني في مركز الوسط، ولد في 21 سبتمبر 2000 في غريمسبي ‏ في المملكة المتحدة. لعب مع غريمسبي تاون.